# 마튀랭 박사의 장례식
『마튀랭 박사의 장례식』(1839)은 장차 사실주의(réalisme)의 대가로 불리게 될 프랑스의 작가 플로베르가 젊은시절 쓴 이야기들 중 한 편으로, 가장 마지막에 집필되었다. “알코올에 대한 찬가”라고 불리기도 하는 이 철학 콩트엔 박사 마튀랭과 그의 두 제자들이 등장한다. 이들은 술을 퍼부어 마시며, 형이상학적이고도 현실 비판적인 대화를 나눈다. 죽음을 앞에 둔 순간에서 조차 쾌활한 박사는 결국 술에 취해 숨을 거두고, 주검 역시 카바레에서 옮겨진다. 어린 플로베르는 마튀랭 박사를 빌려 세상에 대해 회의적인 그러나 에피쿠로스적인 자신의 시각을 드러낸다.

## 작품 줄거리
‘관찰하는 사람’인 마튀랭 박사는 자신을 오랫동안 괴롭혀 온 감기와 쇠약해진 자신의 몸에 싫증이 나 있다. “죽음에게 붙잡혀 있느니 차라리 죽음을 예고하는 게 낫다”고 말하는 박사는 진정으로 죽음을 원하고 기다린다. 침대에 누워있던 마튀랭은 제자  두 명이 자신을 보러 오자, 질 좋은 술을 잔뜩 준비하고는 본격적인 잔치를 시작한다. 그는 제자들과 함께 술을 퍼부어 마시며, 모든 것은 어차피 “무”이기 때문에 잘 마시고, 잘 먹는 것이 존재의 유일한 즐거움이라는 제 삶의 철학을 전달한다. 박사는 알코올과 죽음을 예찬하며 “행복은 취기 속에 있고 영원은 죽음 안에 있다”고 말하기도 한다. 오고 가는 그들의 대화는 형이상학적이지만 그 와중에 현실에 대한 비판도 잊지 않는다. 정치에 대한 마튀랭의 비판은 신랄하다. 그에 따르면 “민주주의는 가난한 사람들에게나 좋은 것”이고, 로베스피에르는 “최악의” 인물이다. 완전히 주정뱅이가 된 셋은 잠시 후, 집을 나가 마을로 향한다. 마침 이 날은 일요일이었고, 축제의 날이었다. 이들은 카바레로 향한다. 그러나 카바레에 도착하자, 마튀랭이 갑자기 죽어 버린다. 박사가 왜 갑자기 죽었을까? 차에 치였나? 자살인가? 살인인가? 물에 빠져 죽었나? 그의 당혹스런 죽음은 스캔들처럼 번졌고, 우매한 마을 사람들이 우르르 몰려 든다. 평범한 민중들도 있고, 기자들과 문인들도 있다. 기자들은 이 사건에 대해 생각없이 펜을 놀리고, 마을의 벽은 박사의 죽음에 대한 낭설로 가득 찬다. 
마튀랭의 제자 둘은 곧 박사의 장례식을 치러 준다. 그들은 마튀랭의 주검을 평화로운 초원으로 데려가, 묻고는 그 위에 두 병의 와인을 뿌려 준다. 이제 박사 마튀랭은 녹음이 가득 한 이곳에서, 그토록 애정하던 알코올의 향기에 파묻혀 영원한 잠을 청할 수 있을 것이다.

## 등장인물
화자인 '나(je)'가 '독자들(vous)'에게 직접 이야기를 전달하는 이 철학 콩트의 등장인물은 단순하다. 대체적으로 서술은 화자에 의해 이뤄지지만, 작품의 중간은 직접화법의 대화문들로 채워져 있다.

#### 마튀랭 박사docteur Mathurin:
이 이야기의 주인공으로, 약 70세의 노인이다.온전한 정신의 소유자지만, 몸은 병들어 쇠약하다. 세상에 대해 냉소적인 시각을 견지하고 있으며, 남다른 통찰력으로 인간의 “영혼”을꿰뚫어보는 인물이다. 플로베르적 인물로 모든 사물을 ‘관찰’한다.

#### 자크Jacques와 앙드레André:
마튀랭 박사의 두 제자들로서 마튀랭 박사와 함께 술을 마시며, 철학적인 대화를 나눈다. 마튀랭 박사가 죽고 나서 장례식을 치러 주는 인물들이다.